# Jorge Berendt
Jorge Berendt (Formosa, 19 juli 1964) is een professioneel golfer uit Argentinië. 

## Carrière
Berendt maakte als caddie kennis met de golfsport. Hij werd in 1982 professional. 
In 1990 kwam hij naar Europa. Hij kwalificeerde zich voor het Brits Open op St Andrews, haalde het weekend en eindigde op de 68ste plaats. Hij speelde op de Europese PGA Tour en de  Europese Challenge Tour van 1990 - 2004, en won in 2001 het mogelijk laatste Cannes Open. Hij eindigde op de tweede plaats bij het Portugees Open (1993), het Omega Hong Kong Open (2002), het Les Bulles Laurent-Perrier (2003) en het Argentijns PGA Kampioenschap (1999).

## Gewonnen
Europese Tour
- 2001 Cannes Open

Challenge Tour
- 1997: Lonrho Kenya Open
- 1998: AXA Grand Final (Portugal)

Argentinië
- 1984: Golfer's Grand Prix
- 1988: Acantilados Grand Prix
- 1989: Norpatagonico Open, Abierto del Litoral
- 1991: San Isidro International Open, Abierto del Litoral
- 1993: Center Open
- 1996: North Open
- 1997: South Open
- 1999: Hindu Club Grand Prix
- 2001: Carilo Grand Prix
- 2005: Carilo Grand Prix
- 2006: SHA Grand Prix

Elders
- 1997: Viña del Mar Open (Chili), Beirut Open (Libanon)
- 2008: La Posada de la Concepcion Grand Prix (Chili)

## Teams
- World Cup: 1996, 1997